# 孔泰科查蓬塔山
10°02′09″S 77°00′31″W / 10.03583°S 77.00861°W
孔泰科查蓬塔山（Quntayqucha Punta），是秘魯的山峰，位於該國北部安卡什大區，由博洛涅西省的瓦斯塔區負責管轄，屬於瓦良卡山脈的一部分，海拔高度4,800米。